# 星際大戰物種列表
這一列表列出在星際大戰的虛構世界中出現過的智能物種。

## A
阿奎利什人（Aqualish）
该物种中的著名角色庞达·巴巴 （Ponda Baba） （页面存档备份，存于）在“星球大战IV：新希望”里莫斯艾斯利的场景登场过

## B
比斯（Bith）
波森（Bothan）
贝萨利斯克（Besalisk）

## C
卡薩（Cathar）
來自同名星球的種族，長相似人與貓的混合。瑞文的戰友茱哈妮即是卡薩人。
複製人（Clone）
利用克隆技术制造出来的人类，在克隆人战争前后，卡米诺人曾以赏金猎人強格·費特为模板，为共和国培育过大批克隆人充当士兵。
锡里亚（Cerean）
該物種的特色是頭頂有一塊高高的突起，絕地大師奇·亞地·蒙地（Ki-Adi-Mundi）即為锡里亚人
奇斯（Chiss）
身材高大、擁有藍皮膚、閃耀的紅眼睛且身材結實的種族，長相與人類相似。《索龍三部曲》與《星際大戰：反抗軍起義》，索龍元帥即為奇斯人。

## D
達殺德（Dashade）
达索米尔（Dathomirian）
生活在達索米爾星的原生物種之一，和札布拉克人共同分享這顆星球。「暗夜姊妹」的母星，但不確定其組織成員蒼白的外表是因為生活在達索米爾星的關係還是因為加入暗夜姊妹的緣故。

## E
埃查尼（Echani）
伊沃卡（Evocii）
依娃（Ewok）
居住在恩多星上的生物，曾協助反抗軍攻佔一座位在恩多星上，為死星二號提供防護盾的基地

## F
法林人 （Falleen）

## G
加莫人（Gamorrean）
綠色皮膚的粗壯物種，鼻口部類似野豬，賈霸的護衛即是加莫人。
吉奥诺西斯人（Geonosian）
吉奧諾西斯星球上的原生物種，在舊共和國時期是分離主義者勢力的重要成員，有發達的軍工業，製造了大部分的貿易聯邦戰鬥機器人。長相類似昆蟲，由女王率領族群，在氣候惡劣的吉奧諾西斯星上挖掘出巨大的地下居住和隧道系統。在《星際大戰：反抗軍起義》中顯示其星球在帝國時期遭到帝國清算，釋放的毒氣造成了種族屠殺，幾乎不剩下任何倖存者。
剛岡人（Gungan）
那卜星上的原住民族，在水底有屬於自己的強大文明。水陸兩棲物種，具有發達的長舌頭、突出的眼睛，腳底有蹼狀結構，頭部方有兩隻類似期的耳朵，恰恰‧賓克斯即是岡根人。
戈萨姆人（Gossam）

## H
人類（Human）
為全銀河系最廣泛的種族。
赫特人（Hutt）
外表類似蛞蝓的巨大物種，在銀河系之間具有龐大的黑道勢力，赫特人賈霸即是赫特人。
哈尔克人（Harch）
外表像蜘蛛的物種，通常有六隻手臂，臉部下方有巨大的獠牙。

## I
依梭利人（Ithorian）

## J
爪哇（Jawa）
居住在沙漠星塔圖因的貧困種族，身形矮小，穿著咖啡色斗篷，皮膚漆黑，以拾荒和偷竊維生，經常搜刮、偷竊和撿拾金錢和金屬類物品。

## K
卡利人（Kaleesh）
库里瓦人（Koorivar）
卡尔卡罗东人（Karkarodon）
外观上是鯊魚头人身模样、且有着带蹼的手足的物种。

## L
拉薩人（Lasat）
拉薩人是一個異星的人型種族，因他們令人印象深刻的身高、力量和敏捷性而聞名，也是帝國暴政的不幸犧牲品。帝國佔領拉薩星時並幾乎消滅了那裡的人民，對拉薩人使用了致命的T-7離子分解槍。利霸·歐利提歐斯是這場大屠殺的少數倖存者之一，曾經是拉桑皇家護衛隊的成員，但拉薩星不是拉薩人真正的母星，而始祖星球是在未知邊境星域
洛塔狼（Loth-Wolf）
洛塔狼是一個位在洛塔星的狼型種族，也是曾被認為已經絕種的物種。

## M
曼達洛人（Mandalorian）
米拉盧卡人（Miralukan）
與人類相似，卻天生雙目失明，完全利用原力感知世界的物種。《西斯領主》中，蘇瑞克擊敗柯瑞亞時的戰友維薩斯·瑪爾（Visas Marr）即為米拉盧卡人。
蒙·克萊梅利族（Mon Calamari）
外观上是大眼珠、鱼头人身模样、且有着带蹼的手足的物種。反抗軍成員阿克巴上将 （Admiral Ackbar）與拉杜斯上將 （页面存档备份，存于）（Admiral Raddus）即為蒙·克萊梅利族
米里亚尔人（Mirialan）
穆恩人（Muun）

## N
诺格人（Noghri）
诺格人是致命的战士，灰色皮肤，有一米多高，肌肉结实、反应灵敏、力量惊人，其母星被战争永远地破坏了
诺托兰人（Nautolan）
水陸兩棲物種，眼睛是一片沒有瞳孔的黑色。绝地大师基特·菲斯托（Kit Fisto）即为诺托兰人
内莫伊迪亚人（Neimoidian）
纽特·冈雷总督（Nute Gunray）即为内莫伊迪亚人

## P
帕人（Pau'an）

## Q
夸润人（Quarren）
外观上是章魚头人身模样、臉上帶有觸手的物种。

## R
洛卡塔人（Rakata）
古老且具有高度文明物種，無限帝國（the Infinite Empire）的建立建立者。
拉塔塔克人（Rattataki）
羅迪亞人（Rodian）
體鰾通常是綠色，額前有兩根觸角，眼睛是一片沒有瞳孔的黑色，嘴部類似吸管。前銀河帝國資訊部成員西博（Tseebo）即為羅迪亞人

## S
賽爾卡斯（Selkath）
斯卡科人（Skakoan）
純種西斯（Sith Pureblood）
與人類相似，帶有紅色皮膚的物種
蘇魯斯特人（Sullustan）
塞米尔思人（Sy Myrthian）

## T
托古塔人（Togruta）
食肉類的物種，與人類相似，但頭上有三到四根頭尾與兩隻角。克隆人戰爭系列中，安納金·天行者的學徒亞蘇卡·譚諾即為托古塔人。
托伊達里亞人（Toydarian）
川多夏人（Trandoshan）
外型如同蜥蜴般的人形物種，通常赤腳行動，力量強大、鱗片粗厚、動作敏捷。《瑕疵小隊》中的汐德即是老年女性的川多夏人。
塔斯肯襲擊者/沙人（Tuskan Raiders/Sand People）
居住在沙漠星塔圖因的遊牧民族，與爪哇並列為塔圖因的原生種族，与人类相似，頭部覆蓋著繃帶，沒有顯現樣子，對外地種族相當排斥，時常襲擊當地的居民，但據波巴·費特的回憶中描述他們本性並不壞，且並非任意襲擊當地居民的邪惡種族，他們會敵視外地種族主要是因為他們時常遭到外地勢力的迫害，且他們襲擊當地居民也是出於防備，同時對犯罪分子和奴隸商等懷有敵意。
提列克族（Twi'lek）
頭部有兩根長長的「Lekku」是他們的最大特色，皮膚顏色不一定，綠色、藍色、黃色皆有。在帝國時期大量被帝國賣做奴隸。《反抗軍起義》主角團隊中的赫拉‧仙杜拉即是提列克族。

## U
乌格瑙特人（Ugnaught）

## W
武技族（Wookiee）
身高極高的長毛型種族，雖然發出的怒吼和力量都非常嚇人，他們其實是有高度智慧、忠誠且值得信賴的好友，在銀河帝國成立後，對其母星卡須克實施控制囚禁並利用他們的力量謀私，在銀河上已經很少能見到活動自由的武技族，除了韓·索羅的摯友丘巴卡。

## Y
遇戰瘋（Yuuzhan Vong）

## Z
扎布拉克人（Zabrak）
與人類相似，但頭上有好幾隻角。達斯·魔、薩瓦其（前面兩者為半血統）及絕地大師凱奧·辛·達拉克即為扎布拉克人

## 外部連結
- 星際大戰官方資料庫 （页面存档备份，存于）
- 星際大戰Wikia上的物種列表[永久]
- 星際大戰FANDOM上的物種列表 （页面存档备份，存于）